# كاوري أزوه
كاوري أزوه (باليابانية: 麻生かほ里) مواليد 26 يونيو 1967، هي مؤدية أصوات يابانية.

## الأعمال

### أنمي
- فتيات القوة
- سونيك
- علاء الدين وغناء أتاراشي سيكاي
- عودة جعفر
- علاء الدين وملك اللصوص

## وصلات خارجية
- كاوري أزوه على موقع IMDb (الإنجليزية)
- كاوري أزوه على موقع ميوزك برينز (الإنجليزية)
- كاوري أزوه على موقع قاعدة بيانات الفيلم (الإنجليزية)
- كاوري أزوه على موقع ANN person (الإنجليزية)
- كاوري أزوه  في شبكة أخبار الأنمي